# Мицуо Камата
Мицуо Камата (јап. 鎌田 光夫; Ибараки, 16. децембар 1937) бивши је јапански фудбалер.

## Каријера
Током каријере је играо за Фурукава.

## Репрезентација
За репрезентацију Јапана дебитовао је 1958. године. Учествовао је и на олимпијским играма 1964. и олимпијским играма 1968. За тај тим је одиграо 44 утакмице и постигао 2 гола.

## Статистика
| Јапан  | Јапан   | Јапан  |
| Година | Наступи | Голови |
| ------ | ------- | ------ |
| 1958.  | 2       | 0      |
| 1959.  | 10      | 0      |
| 1960.  | 0       | 0      |
| 1961.  | 7       | 1      |
| 1962.  | 7       | 1      |
| 1963.  | 4       | 0      |
| 1964.  | 2       | 0      |
| 1965.  | 3       | 0      |
| 1966.  | 0       | 0      |
| 1967.  | 2       | 0      |
| 1968.  | 3       | 0      |
| 1969.  | 4       | 0      |
| Укупно | 44      | 2      |